# 3048 Guangzhou
3048 Guangzhou è un asteroide della fascia principale. Scoperto nel 1964, presenta un'orbita caratterizzata da un semiasse maggiore pari a 2,3989764 UA e da un'eccentricità di 0,1448967, inclinata di 1,93919° rispetto all'eclittica.